# The Professor
The Professor var Charlotte Brontës första roman och utgavs under pseudonymen Currer Bell. Den skrevs ursprungligen före Jane Eyre och refuserades av många förlag, men blev till sist utgiven postumt 1857 med samtycke från Arthur Bell Nicholls, som åtog sig arbetet att granska och redigera romanen.
Boken utgavs på svenska 1858 under titeln Professoren.